# Neptuno
Le Neptuno est un ancien navire de ligne espagnol de 80 canons construit aux chantiers navals de Ferrol en Espagne en 1795. Il est détruit après la bataille de Trafalgar.

## Histoire militaire
Le Neptuno a notamment servi durant les guerres sous la Révolution française et les guerres napoléoniennes.

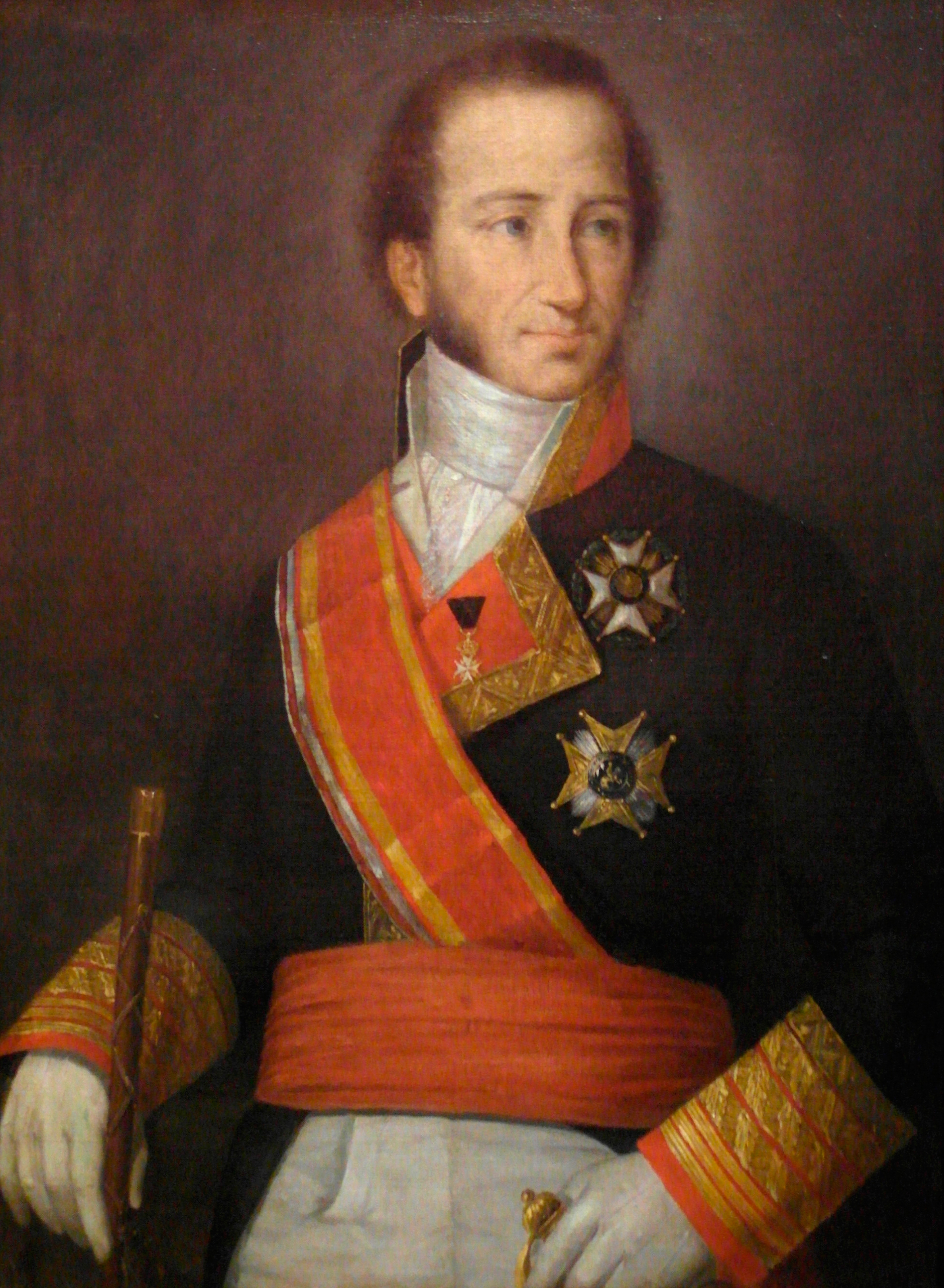
Cayetano Valdés y Flores, commandant du Neptuno à Trafalgar

Il a combattu sous le commandement de Cayetano Valdés y Flores dans la flotte franco-espagnole à Trafalgar en 1805. Lors de cette bataille, il fait partie de la division commandée par le vice-amiral français Pierre Dumanoir le Pelley. Avant le début de la bataille, le Neptuno est en dernière position de la flotte franco-espagnole qui se dirige vers le sud, mais lorsque la ligne s'inverse pour s'orienter vers le nord le matin du 21 octobre, il se retrouve en première position. À cette place, il se retrouve face au navire anglais HMS Africa qui arrive en retard sur le champ de bataille et qui fait feu sur lui sans causer de dommages.
Lorsque le combat est engagé, le Neptuno désobéit aux ordres de Dumanoir et vient se jeter dans la bataille pour répondre aux signaux de l'amiral Pierre Charles Silvestre de Villeneuve. À 16h, le Neptuno est touché par le HMS Minotaur et le HMS Spartiate, son mat de misaine est fortement endommagé et son gréement est en très mauvais état. À 17h30, il est capturé par l'équipage du HMS Minotaur qui découvre que le fond du navire commence à se remplir d'eau à la suite de plusieurs trous dans la coque. Dans la nuit il est remorqué par le HMS Minotaur.

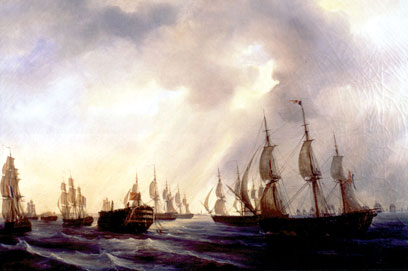
Retour de la division de Cosmao à Rota le 23 octobre 1805. On distingue le Neptuno en arrière-plan à gauche.

Le 23 octobre, il est repris par une flotte commandée par la capitaine de vaisseau français (plus tard amiral) Julien Marie Cosmao-Kerjulien qui l'amène à Rota, un port de la province de Cadix. Il est finalement abandonné et coulé près de la côte d'El Puerto de Santa María.
Après la bataille, l'insigne du Neptuno a été exposé en compagnie du drapeau du Minotaur, dans l'église St Mary à Selling dans le Kent par Stephen Hilton, second maître (en anglais : master's mate) du Minotaur. Il y est resté durant deux siècles avant d'être exposé au musée d'histoire locale et maritime de Deal dans le Kent.

## Autres navires de ce nom
Il y avait également deux autres navires appelés d'après le dieu romain des Mers et des Océans à la bataille de Trafalgar :
- le Neptune, un navire de ligne français de 80 canons, qui sera récupéré par la marine espagnole après la bataille et renommé Neptuno,
- le HMS Neptune, un navire de ligne anglais de 98 canons.